# Honda Fireblade

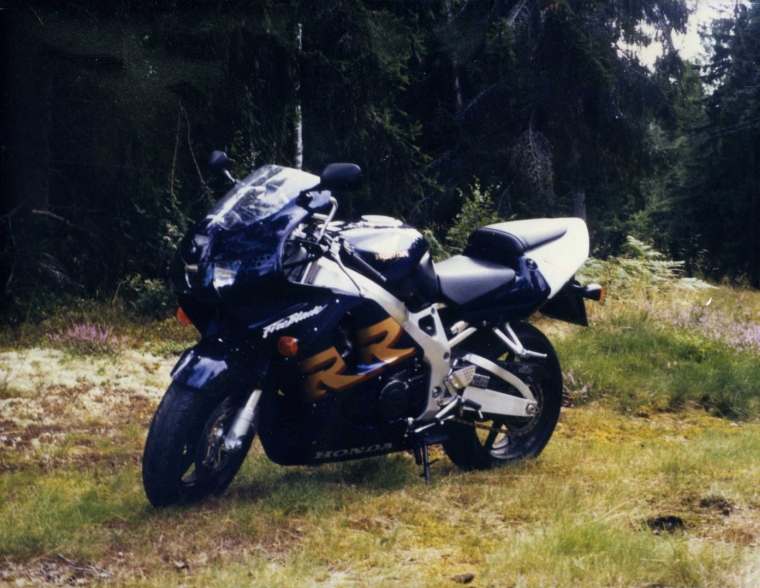
1999 Honda Fireblade CBR 900RR SC33 II

Honda Fireblade är ett märke för tunga motorcyklar från Honda, med modellerna CBR900RR, CBR918RR, CBR929RR, CBR954RR och CBR1000RR allteftersom cylindervolymen ökat till dagens 1000cc. 
Motorn är en kompakt och avancerad rad-4:a fyrtaktsmotor med dubbla överliggande kamaxlar och elektronisk insprutning (från och med 2000). Chassit är baserat på aluminiumprofiler och är lätt och kompakt. Fjädringskomponenterna är från Hondaägda Showa.
Fireblade anses vara mjukare i karaktären och mer lättkörd än konkurrenternas liknande maskiner, men har trots detta hävdat sig bra på racingbanorna. Fireblade utgör basen för Hondas racingmotorcyklar i roadracingens Superbike-klass.